# Tony Brooks
Tony Brooks, celým jménem Charles Anthony Standish Brooks (25. února 1932 Dukinfield – 3. května 2022) byl anglický automobilový závodník.
Ve Formuli 1 se zúčastnil 39 velkých cen, z toho šest vyhrál, třikrát zajel nejrychlejší kolo. V celkovém pořadí mistrovství světa jezdců F1 obsadil třetí místo v roce 1958 a druhé místo v roce 1959. V roce 1957 vyhrál závod 1000 km Nürburgringu a v roce 1958 RAC Tourist Trophy ve dvojici se Stirlingem Mossem.
Po vzoru svého otce vystudoval zubní lékařství na Manchesterské univerzitě, což mu vyneslo přezdívku „Flying Dentist“. Byl věřícím katolíkem. Jeho bratranec Norman Standish Brooks startoval na olympiádě v plavání.

## Výsledky v F1
- 1956: 28. místo (0 bodů), British Racing Motors
- 1957: 5. místo (11 bodů), vyhrál GP Velké Británie, Vanwall
- 1958: 3. místo (24 bodů), vyhrál GP Belgie, Německa a Itálie, Vanwall
- 1959: 2. místo (26 bodů), vyhrál GP Francie a Německa, Scuderia Ferrari
- 1960: 11. místo (7 bodů), Cooper Car Company
- 1961: 10. místo (6 bodů), British Racing Motors